# Olia Tira
Olia Tira (Potsdam, 1. kolovoza 1988.) je moldavska pjevačica koja je predstavljala Moldaviju na Pjesmi Eurovizije 2010. godine zajedno sa Sun Stroke Projectom.

## Biografija
Rođena je u sovjetskoj vojnoj obitelji u Potsdamu, 1. kolovoza 1988. godine. Nakon nekoliko godina života u (tadašnjoj) Istočnoj Njemačkoj, preselila se, s obitelji, u Kišinjev. Na koncertima i festivalima prvi put nastupa s 14 godina. 
Školovala se u Cahulu, a trenutno je studentica Glazbene, kazalištne i umjetničke akademije u Kišinjevu. Svoj prvi album, Your Place or Mine?, izdan je u prosincu 2006. od strane Nordika Multimedije. Pjesme za album napisao je Ruslan Taranu. 
Godine 2006. i 2007. nastupila je u nacionalnom finalu za odlazak na Eurosong, no nije se uspjela plasirati. Godine 2009. završila je četvrta s pjesmom Unicul Meu, da bi 2010., u suradnji sa Sun Stroke Projectom, izborila nastup u Oslu s pjesmom Run Away.